# Holchenbach
| Zuläufe und Bauwerke \| Legende \| \| \| \| \| \| \| \| \| \| Hermesgrundbach \| \| \| \| Herbstkopfbach \| \| \| \| Rohrbach \| \| Diebersbach \| \| \| \| \| \| Bächlehofbach \| \| Schlottenbächle \| \| \| \| Korbergraben \| \| \| \| Mühlbach \| \| \| \| \| \| Weißenbach \| \| \| \| Katzenbach \| \| Bundesstraße 3 \| \| \| \| Rheintalbahn \| \| \| \| Bundesautobahn 5 \| \| \| \| Glimmen \| \| \| \| DKW-Kanal \| \| \| \| \| \| \| \| \| \| \| \| \| \| \| \| \| \| \| \| Schwarzer Graben \| \| \| \| Schwiebergraben \| \| \| \| \| \| Kammbach \| \| \| \| Thomasgraben \| \| \| \| Reezengraben \| \| Galgenbach \| \| \| \| Mühlbach \| \| \| |  |                 |
| |  |                 |
| Legende |  |                 |
| |  |                 |
| |  | Hermesgrundbach |
| |  | Herbstkopfbach  |
| |  | Rohrbach        |
| Diebersbach |  |                 |
| |  | Bächlehofbach   |
| Schlottenbächle |  |                 |
| Korbergraben |  |                 |
| Mühlbach |  |                 |
| |  | Weißenbach      |
| |  | Katzenbach      |
| Bundesstraße 3 |  |                 |
| Rheintalbahn |  |                 |
| Bundesautobahn 5 |  |                 |
| Glimmen |  |                 |
| DKW-Kanal |  |                 |
| |  |                 |
| |  |                 |
| |  |                 |
| |  |                 |
| Schwarzer Graben |  |                 |
| Schwiebergraben |  |                 |
| |  | Kammbach        |
| |  | Thomasgraben    |
| |  | Reezengraben    |
| Galgenbach |  |                 |
| Mühlbach |  |                 |

Der Holchenbach ist ein Fließgewässer im baden-württembergischen Ortenaukreis. Er entspringt nordöstlich von Durbach als Weidenbach und läuft dann größtenteils nordwestlich durch die Oberrheinischen Tiefebene, wo er stellenweise den Namen Stangenbach trägt. Seine Mündung liegt 30,8 Kilometer unterhalb seiner Quelle westlich von Rheinbischofsheim und Freistett, wo er von rechts kommend in den Mühlbach einläuft.

## Geographie
Die Quelle des Holchenbachs liegt zwischen Durbach und dem zu Butschbach gehörende Teil Hesselbach (Oberkirch) auf einer Höhe von ca. 415 m ü. NN. Hier entspringt er unter dem Namen Weidenbach im sogenannten Hummelswald und fließt nordwestlich durch die Weinberge, wo von links der Hermesgrundbach in ihn einmündet. Von hier an fließt er entlang der Badischen Weinstraße nach Bottenau weiter, wobei der Herbstkopfbach und der Rohrbach von links auf den Weidenbach treffen.
In der Nähe des Orts Bottenau münden dann von links der Bächelhofbach und von rechts der Diebersbach, das Schlottenbächle und der Korberggraben in den Holchenbach ein. Von da an bis nach Zusenhofen fließt er relativ parallel zur Rench, mit der er außerdem durch den Mühlbach verbunden ist. Ab der Einmündung des Mühlbachs nennt sich der Holchenbach Stangenbach. Auf halbem Weg von Zusenhofen nach Urloffen trifft der von links kommende Katzenbach auf ihn. In Urloffen unterquert der Holchenbach die Rheintalbahn und kurz danach die Bundesautobahn 5.
Nachdem der Glimmen von rechts von Erlach her dem Holchenbach zugelaufen ist, trägt er seinen endgültigen Namen. Daraufhin unterquert er den DKW-Kanal und er teilt sich für etwa 1 km auf in seinen ursprünglichen, sehr verschlängelten Lauf und die sogenannte Holchenbach-Begradigung. Nach der Wiedervereinigung der beiden Läufe ist der Holchenbach begradigt und der Schwarze Graben mündet von rechts in ihn ein. Kurz darauf teilt sich der Holchenbach wieder in den ursprünglichen Lauf und eine Begradigung; den Schwiebergraben.
Der Holchenbach selbst fließt mit vielen Schleifen nach Hausgereut, wo kurz zuvor von links der Kammbach auf ihn trifft. In Rheinbischofsheim trennt sich der Galgenbach von ihm, der in Freistett dem Mühlbach zufließt. Nach dieser Abzweigung durchfließt der Holchenbach einen nach Südwesten ausholenden Boden und mündet dann auf ca. 126 m ü. NN selbst in den Mühlbach. Dieser verläuft anschließend noch lange in Richtung Nordnordost und mündet dann bei Helmlingen zusammen mit der Rench von rechts in den Rhein.

## Korrektion
Im Zuge der Acher-Rench-Korrektion begradigte man den Teil des Holchenbachs von der Unterquerung des DKW-Kanals, bis sich der begradigte Teil vom Holchenbach trennt und zuerst unter dem Namen Rehlach durch den Thomaswald fließt und später als Schwiebergraben beim sogenannten Absturz in den Rench-Flutkanal einmündet.

### LUBW
Amtliche Online-Gewässerkarte mit passendem Ausschnitt und den hier benutzten Layern: Lauf und Einzugsgebiet des Holchenbachs

Allgemeiner Einstieg ohne Voreinstellungen und Layer: Daten- und Kartendienst der Landesanstalt für Umwelt Baden-Württemberg (LUBW) (Hinweise)
1. 1 2  Höhe nach dem Höhenlinienbild auf dem Hintergrundlayer Topographische Karte.
2. ↑  Länge nach dem Layer Gewässernetz (AWGN).
3. ↑  Mündungsverhältnisse und Namen nach dem Layer Gewässernamen des Online-Kartenservers der LUBW.

### Andere Belege
1. ↑  Heinz Fischer: Geographische Landesaufnahme: Die naturräumlichen Einheiten auf Blatt 169 Rastatt. Bundesanstalt für Landeskunde, Bad Godesberg 1967. → Online-Karte (PDF; 4,4 MB)
2. ↑  Riegelsberger, Acher-Rench-Korrektion, S. 150; W. Schweinfurth, H. Klüver: Bühl. Naturraum und Siedlung. In: Landesarchivdirektion Baden-Württemberg (Hrsg.): Der Landkreis Rastatt. Thorbecke, Stuttgart 2002, ISBN 3-7995-1364-7, S. 381–400, hier S. 389.